# Maison du XVIe siècle (Plancoët)
La maison du XVIe siècle est un édifice situé à Plancoët, en France.

## Localisation
La maison est située sur la commune de Plancoët, 25 rue de l'Abbaye, dans le département des Côtes-d'Armor, en région Bretagne.

## Description
La maison est construite en pierre pour le rez-de-chaussée et les pignons. En façade, le reste est rempli par le pan de bois dont l'encorbellement est très prononcé. Il était supporté par quatre jambe de force en bois. Seule l'une d’entre elles est toujours en place. Elle est sculptée de motif renaissant. La sablière basse de l'étage est décorée de modillons. Les quatre abouts de poutre sont également sculptés. La structure en pan de bois apparente est régulière et rectiligne. La pièce du premier étage est carrée, tandis que celle du deuxième étage, uniquement accessible depuis le grenier, est de forme hexagonale. Il est couvert d'une toiture avec deux épis de faîtage (des épis siffleurs) en terre cuite provenant du site de la Poterie à Lamballe. L'encorbellement qui divise le premier étage et qui forme une tablette à mi-hauteur, le long des murs intérieurs, est une autre singularité de cette bâtisse.

## Historique
Surnommée « Le Dôme » par les Plancoëtins à cause de la forme de sa toiture, la maison est inscrite partiellement au titre des monuments historiques par arrêté du 28 octobre 1926.
Selon la notice des Monuments historiques, l'édifice présente des dispositions datant du XVe siècle. Dès les années 1730, la maison appartenait à Julien Bernard, sieur de la Hautière et sa femme Marie Le Dresdet. Leur fille, Jeanne Toussainte Bernard loue une partie de la maison à Monsieur de Trémigon, qui avait fait carrière dans la Marine : chef d'escadre honoraire et chevalier de Saint-Louis. Jeanne Bernard vend « Le Dôme » le 27 septembre 1786 à Amateur de la Planche de Kersula, qui acquiert également la maison contiguë le 8 octobre de la même année afin de réunir les deux propriétés. Il semble que la maison protégée au titre des monuments historiques ne soit qu'une partie d'un ensemble qui aurait été séparée à une date antérieure. L'achat des deux maisons par Amateur de la Planche de Kersula les réunit à nouveau, jusqu'à aujourd'hui.
C'est dans cette maison que le jeune François-René de Chateaubriand venait passer ses vacances. Le futur écrivain a également séjourné chez sa grand-mère, madame de Bédée, dans la « Maison Notre-Dame », située quelques dizaines de mètres plus haut dans la rue. Sur la façade de cette dernière, est fixé une plaque sur laquelle est inscrit « Si j'ai vu le bonheur sur la Terre ; c'étoit certainement dans cette maison - François-René de Châteaubriand ».

## Protection
Élément protégé : façade et toiture.